# Giggenbach Ridge
Giggenbach Ridge ist ein zwischen 1320 m und 2400 m hoher und 8 km langer Gebirgskamm mit nordsüdlicher Ausrichtung auf der antarktischen Ross-Insel. Er ragt westlich und nordwestlich des Mount Terror auf.
Das Advisory Committee on Antarctic Names benannte ihn im Jahr 2000 auf Vorschlag des neuseeländischen Geologen Philip Raymond Kyle (* 1944) nach deutschen Vulkanologen Werner Giggenbach (1937–1997), der in den 1970er Jahren an vier Kampagnen zur Untersuchung des Mount Erebus teilnahm.